# 新内车辆基地
新内车辆基地（：／ Sinnae Charyang Saeopso */?）是首尔交通公社位于首尔中浪区的一座地鐵車輛基地，在首尔地铁6号线附近。这座機廠段主要用于首尔地铁6号线的6000系列车的修理维护和停放。